# 北投文物館
北投文物館，位於臺灣臺北市北投區。始建於日治時期，建造於1921年，原為一座溫泉旅館「佳山旅館」。中華民國政府遷臺後由中華民國外交部接管，依序變為安置軍民的「佳山宿舍」、招待官員的「佳山招待所」。1966年後拍賣民間，1983年由私人豪宅轉變為「臺灣民藝文物之家」。1987年正式改為「北投文物館」，1998年臺北市政府指定為市定古蹟。目前被活化為日本茶道裏千家教學機構。亦有經營日本料理餐廳及藝文展覽空間。
25°08′17″N 121°30′52″E / 25.13806°N 121.51444°E

## 外部連結
- 北投文物館（页面存档备份，存于）
- 北投文物館  臺北旅遊網（页面存档备份，存于）
- 北投文物館  交通部觀光局（页面存档备份，存于）